# Karima (Sudan)
Karima è una città a circa 400 km da Khartum è situata sulla grande ansa del Nilo ed è stazione terminale del sistema ferroviario Sudanese che lo collega alla città di Abu Hamad.